# آی‌ام‌تی-۲۰۰۰
آی‌ام‌تی-۲۰۰۰ (اختصاری IMT-2000)که مخفف انگلیسی عبارت مخابرات سیار بین‌المللی است، استاندارد جهانی برای نسل سوم ارتباطات بی سیم (یا 3G) است که توسط اتحادیه بین المللی مخابرات (آی‌تی‌یو) تعریف شده است.   
در سال ۱۹۹۹، موسسه آی‌تی‌یو پنج رابط رادیویی را برای آی‌ام‌تی-۲۰۰۰ به عنوان بخشی از توصیه‌نامه ITU-R M.1457 تأیید کرد.  این پنج استاندارد عبارتند از: 
- آی‌ام‌تی-۲۰۰۰ سی‌دی‌اِم‌اِی پخش مستقیم[ب]
  - به عنوان W-CDMA نیز شناخته می‌شود که در یو‌اِم‌تی‌اس، جانشین جی‌اس‌ام استفاده می‌شود
- آی‌ام‌تی-۲۰۰۰ سی‌دی‌اِم‌اِی چندحامل[پ]
  - به عنوان CDMA2000 نیز شناخته می‌شود، جانشین سی‌دی‌اِم‌اِی نسل دوم (IS-95) شد
- آی‌ام‌تی-۲۰۰۰ سی‌دی‌اِم‌اِی تی‌دی‌دی[ت]
  - به عنوان TD-SCDMA نیز شناخته می‌شود
- آی‌ام‌تی-۲۰۰۰ حامل تکی دسترسی چندگانه تقسیم زمانی[ث]
  - به عنوان EDGE نیز شناخته می‌شود، یک فناوری میانه در نسل دوم (2.5G)
- آی‌ام‌تی-۲۰۰۰ اف‌دی‌اِم‌اِی/تی‌دی‌اِم‌اِی[ج]
  - به عنوان دِکت[چ] نیز شناخته می‌شود

برای برآورده کردن استانداردهای آی‌ام‌تی-۲۰۰۰، یک سیستم باید حداکثر سرعت داده 384 کیلوبیت‌بر‌ثانیه را برای ایستگاه های سیار و 2 مگابیت‌برثانیه برای ایستگاه‌های ثابت ارائه دهد.     

## لینک های خارجی
- توصیه ITU-R M.1457 : مشخصات دقیق رابط های رادیویی زمینی International Mobileمخابرات سیار بین‌المللی-۲۰۰۰ (آی‌ام‌تی-۲۰۰۰).
- جنبه های شبکه ITU IMT-2000

1. ↑  IMT-2000 ( International Mobile Telecommunications-2000 )
2. ↑  IMT-2000 CDMA Direct Spread
3. ↑  IMT-2000 CDMA Multi-Carrier
4. ↑  IMT-2000 CDMA TDD
5. ↑  IMT-2000 TDMA Single Carrier
6. ↑  IMT-2000 FDMA/TDMA
7. ↑  Digital_enhanced_cordless_telecommunications (DECT)